# Mina kotwiczna

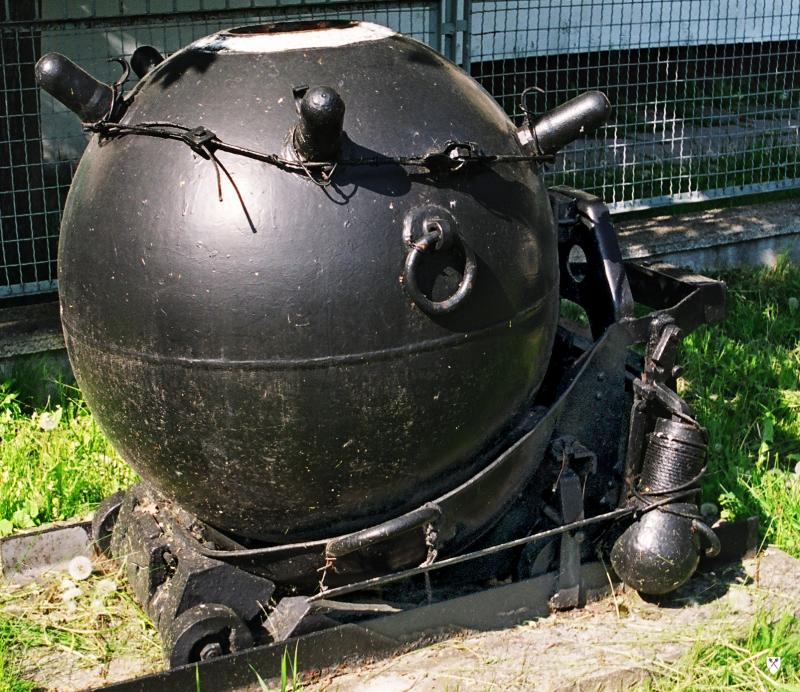
Typowa kotwiczna mina kontaktowa wz. 08/39 (Skansen Broni Morskiej, Hel)

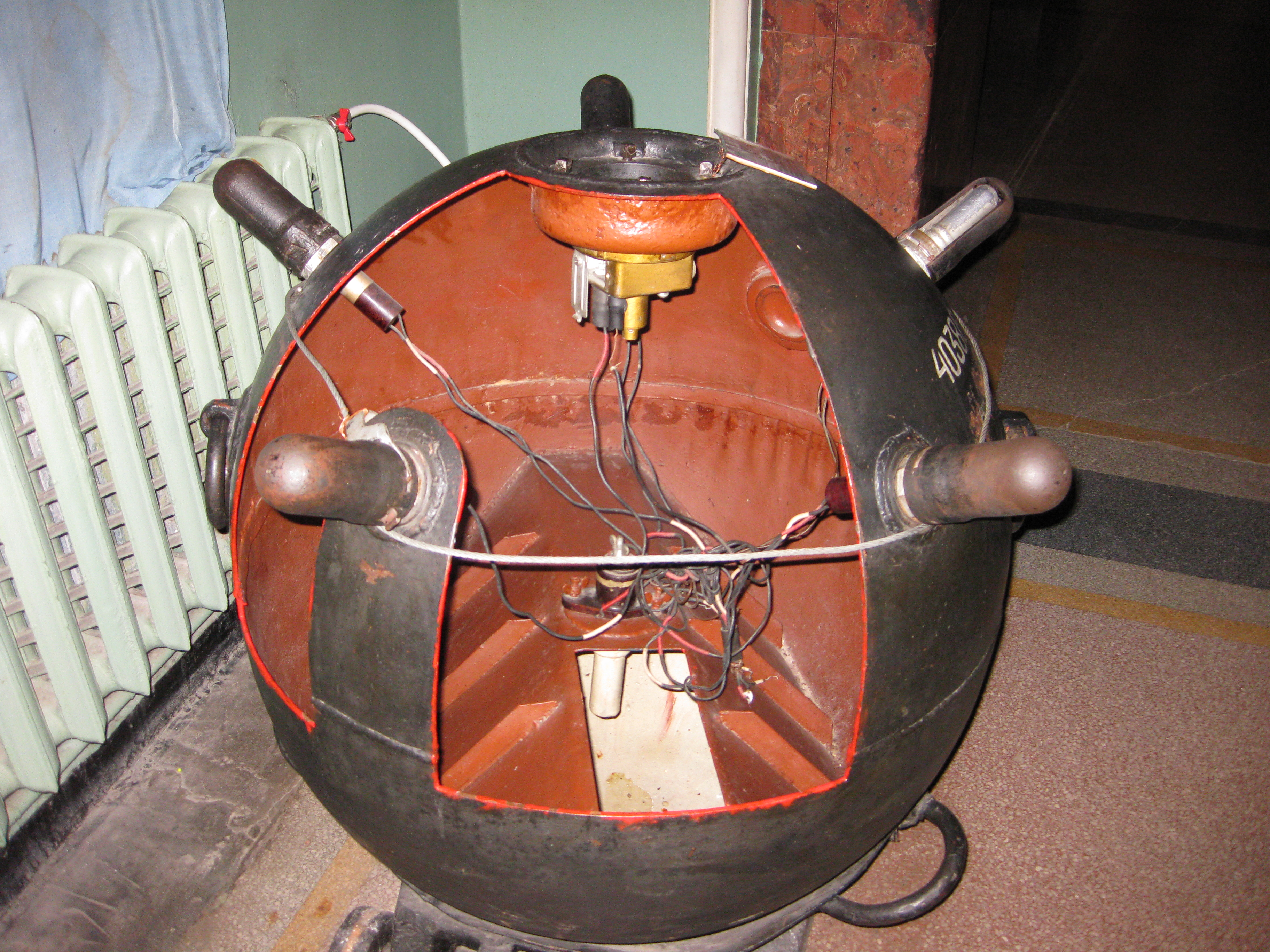
Budowa miny kotwicznej

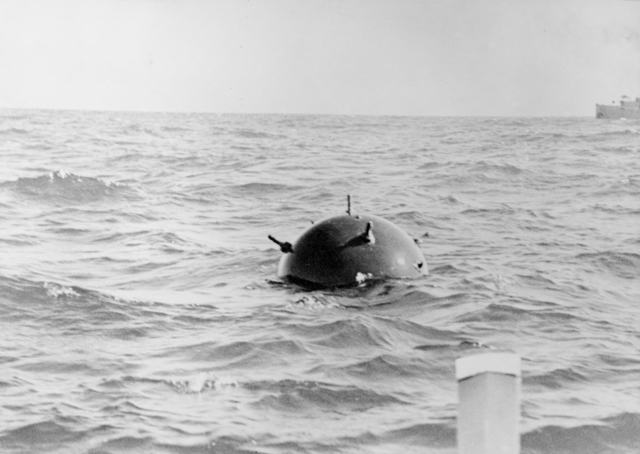
Niemiecka kontaktowa mina kotwiczna u wybrzeży Australii w czasie II wojny światowej

Stadia stawiania miny kotwicznej

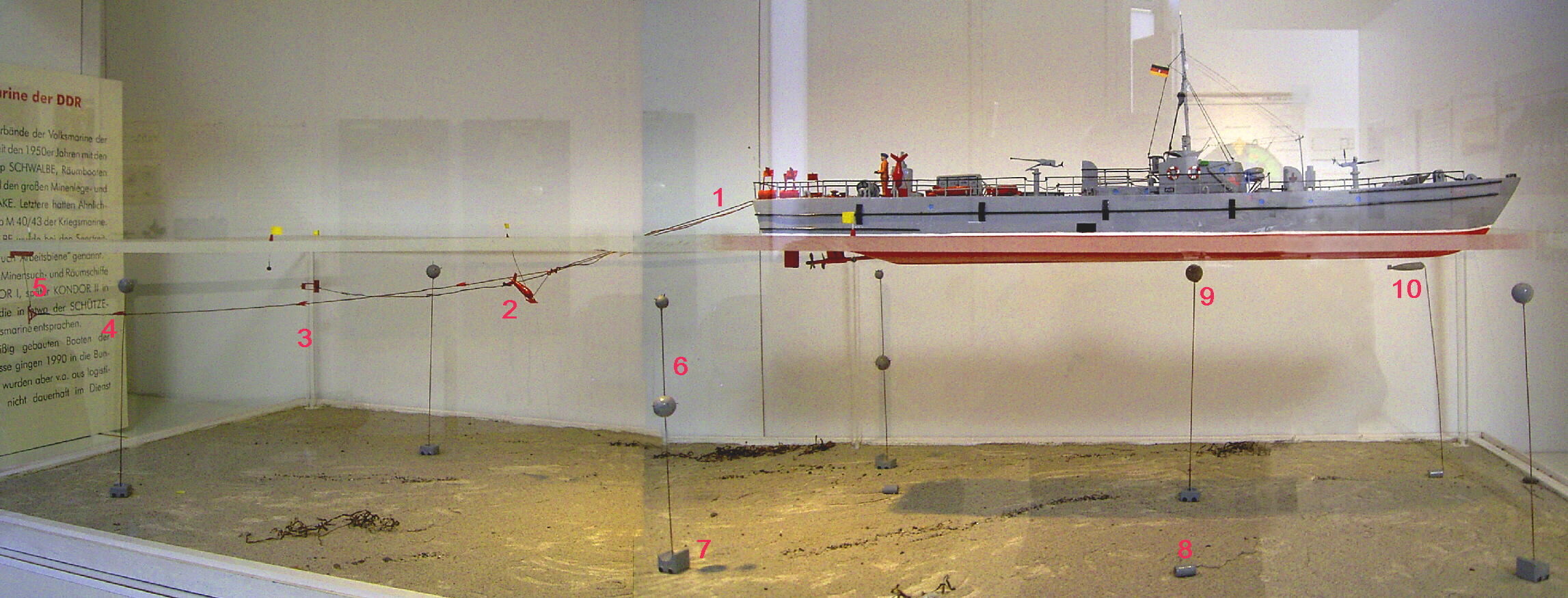
Trał morski min kotwicznych

Mina kotwiczna – typ miny morskiej o pływalności dodatniej, utrzymywana na żądanej głębokości za pomocą kotwicy, z którą jest połączona minliną.

## Opis
Najwcześniejsze miny morskie były zazwyczaj typu kotwicznego. Są używane do dziś, ponieważ są niezwykle tanie w porównaniu z jakąkolwiek inną bronią przeciwokrętową i są skuteczne, zarówno jako broń psychologiczna, jak i metoda zatapiania wrogich statków lub okrętów podwodnych. Mina kotwiczna musi zostać dotknięta przez cel, zanim zdetonuje, ograniczając obrażenia do bezpośrednich skutków wybuchu i oddziałuje tylko na cel, który ją wyzwolił.
Wczesne miny posiadały mechanizmy mechaniczne do ich detonacji, ale zostały one zastąpione w latach 70. XIX wieku przez „róg Hertza” (lub „róg chemiczny”), który, jak stwierdzono, działał niezawodnie nawet po kilku latach przebywania miny w morzu. Górna połowa miny jest usiana pustymi ołowianymi wypukłościami, z których każda zawiera szklaną fiolkę wypełnioną kwasem siarkowym. Kiedy kadłub statku miażdży róg, pęka fiolka wewnątrz, umożliwiając kwasowi spłynięcie rurą do akumulatora kwasowo-ołowiowego, który do tego momentu nie zawierał elektrolitu kwasowego. To pobudza akumulator, który detonuje materiał wybuchowy.
Wcześniejsze formy detonatora wykorzystywały fiolkę z kwasem siarkowym otoczoną mieszanką nadchloranu potasu i cukru. Gdy fiolka została zmiażdżona, kwas zapalał mieszankę nadchloranu i cukru, a powstały płomień zapalał ładunek prochu.
W początkowym okresie I wojny światowej brytyjska Royal Navy stosowała miny kotwiczne na kanale La Manche, a później na dużych obszarach Morza Północnego, aby utrudniać patrole niemieckim okrętom podwodnym. Później powszechnie stosowano amerykańskie miny antenowe, ponieważ okręty podwodne mogły znajdować się na dowolnej głębokości. Ten typ miny miał miedziany drut przymocowany do boi, która unosiła się nad ładunkiem wybuchowym, który był obciążony do dna morskiego stalowym kablem. Jeśli stalowy kadłub okrętu podwodnego dotykał miedzianego drutu, niewielka zmiana napięcia spowodowana kontaktem dwóch różnych metali, inicjowała detonację ładunku wybuchowego.

## Stawianie miny kotwicznej
Mina kotwiczna jest ustawiana na powierzchni wody lub na określonej głębokości, a minlina łącząca minę z kotwicą na dnie morskim zapobiega jej odpłynięciu. Głębokość pod powierzchnią, na której mina unosi się na wodzie, można ustawić tak, aby zagrożone były tylko okręty o dużym zanurzeniu, takie jak lotniskowce, pancerniki lub duże statki towarowe, co chroni minę przed użyciem na mniej wartościowym celu. Na wodach przybrzeżnych ważne jest, aby upewnić się, że mina nie stanie się widoczna, gdy poziom morza opadnie podczas odpływu, dlatego długość minliny jest dostosowywana do pływów. Podczas II wojny światowej istniały miny, które można było ustawić na wodzie o głębokości 300 metrów. Waga miny kotwicznej wynosi zazwyczaj około 200 kilogramów, w tym 80 kilogramów materiałów wybuchowych (na przykład trotyl lub amonal).